# Nepalkanchia silvicola
Nepalkanchia silvicola is een hooiwagen uit de familie Sclerosomatidae.